# F-Zero 99
F-Zero 99 (エフゼロ99 Efu Zero 99?) es un videojuego de carreras en línea desarrollado por Nintendo Software Technology y publicado por Nintendo para Nintendo Switch. Se anunció durante una presentación de Nintendo Direct el 14 de septiembre de 2023 y se lanzó de forma gratuita a través del servicio de suscripción Nintendo Switch Online (NSO) el mismo día para los usuarios suscritos.
Es el primer juego nuevo de F-Zero en la franquicia desde el lanzamiento de F-Zero Climax de 2004.

## Jugabilidad
De manera similar a Tetris 99, Super Mario Bros. 35 y Pac-Man 99, el juego reutiliza recursos y jugabilidad. de F-Zero y lo recontextualiza como una batalla real. Los jugadores eligen los mismos vehículos y pistas del juego de 1990. El sistema de aumento de velocidad recuerda al que debutó en F-Zero X. Cada máquina tiene un contador de energía, que tiene dos propósitos. Primero, es una medida de la salud de la máquina y disminuye debido a accidentes o ataques de corredores contrarios. En segundo lugar, el jugador tiene la capacidad de aumentar, pero debe sacrificar energía para hacerlo. Su modo principal es una única carrera online con hasta 99 jugadores. Una lista de reproducción rotativa de modos incluye Grand Prix, Team Battle y Pro Tracks.

## Desarrollo
El juego fue desarrollado por Nintendo Software Technology.

## Recepción
El juego ha recibido una puntuación agregada de 80/100 en el sitio web agregador de reseñas Metacritic. Nintendo Life considera la experiencia del juego como "fresca" a pesar de no presentar cambios en sus visuales, entregando una puntuación de 9/10.